# フェンダー・マローダー
フェンダー・マローダー (Fender Marauder) は、フェンダー社製のエレクトリックギター。1965年から1966年の間に、試作機は何本か作られたものの、製品化には至らなかった。よって一般的にフェンダー・マローダーというと、この試作機段階のものを指す。

## 概要
隠しピックアップをピックガードの下に配置したタイプ1、通常通りピックガード上にピックアップを配置したタイプ2の2タイプが作られた。タイプ2はストラトキャスターと同様3つのピックアップをピックガード上に配置している。そして、7個のスイッチと4つのノブを持つ。このモデルの背景には、ストラトキャスターとジャガーを組み合わせて、多様性を引き出すことがあった。
このギターはプロトタイプレベルから先に進むことは無かった。これはタイプ1の隠しピックアップが大量生産には高価すぎ、その技術ライセンス料も高価なものであったからと言われる。マローダーは8本しか作られなかったとされており、フェンダーのギターでおそらく一番希少価値が高い。
21世紀を迎え、フェンダーはカスタム・ショップから12弦マローダーを製作。しかしこのモデルはボタンが少なかったりボディシェイプが大きく違ったりと、まったくの別モデルである。
2011年には中国製のフェンダーモダンプレイヤーシリーズの１つとして販売開始。ネック側にモダンプレイヤージャズマスターピックアップ、ブリッジ側にはトリプルバッカーピックアップを標準装備。ブリッジはシンクロナイズド・トレモロ。ボディ材にはギターには珍しい、アフリカ産のコトというものを使用している。ブラックとレイクプラシッドブルーの２色。